# Den schlesiske ørn
Den schlesiske ørn (tysk: Schlesischer Adler) var en tysk medalje, der blev tildelt dem, der havde deltaget under det Schlesiske oprør 1919-1921, da polakker og polske schlesere gjorde oprør mod tysk styre..